# 奥重敦史
奥重 敦史（おくしげ あつし、1980年6月29日 - ）は、吉本新喜劇に所属する日本の舞台芸人である。
広島県出身。吉本興業所属。

## 来歴・人物
- 大阪NSC第23期生[1]。同期に友近、チーモンチョーチュウ、ムーディ勝山、ガリガリガリクソン、中川パラダイス（ウーマンラッシュアワー）、西森洋一（モンスターエンジン）、おいでやす小田、三浦マイルド、吉田裕、太田芳伸、今別府直之など。
- 2003年頃から同期のおいでやす小田と4年半コンビ「土瓶」を組んでいた。
- 2008年、吉本新喜劇の第4個目金の卵オーディションを受け合格し入団。
- Mr.Childrenの桜井和寿とGACKTの物真似が得意。
- M-1グランプリ2017に、おいでやす小田と「スーパー土瓶」で組み直して出場し、準々決勝まで進出した[2]。

## 出演番組
- よしもと新喜劇（毎日放送）